# Lista de países por população muçulmana

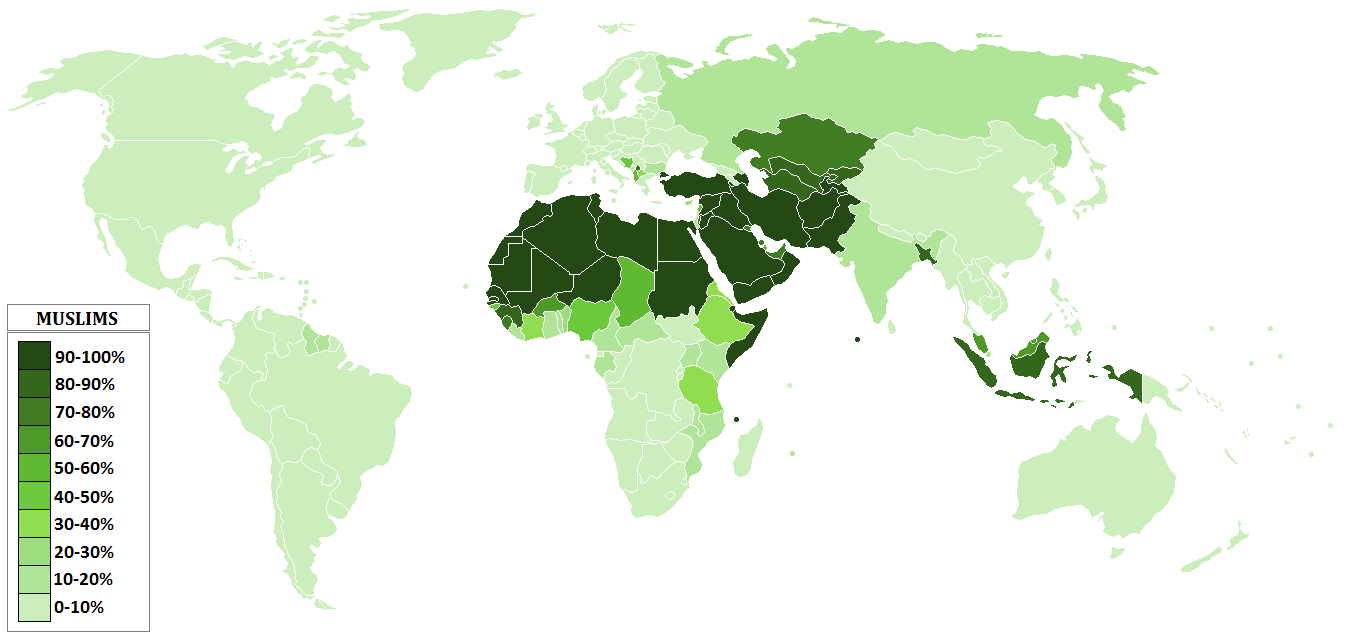
Percentagem de população muçulmana por país

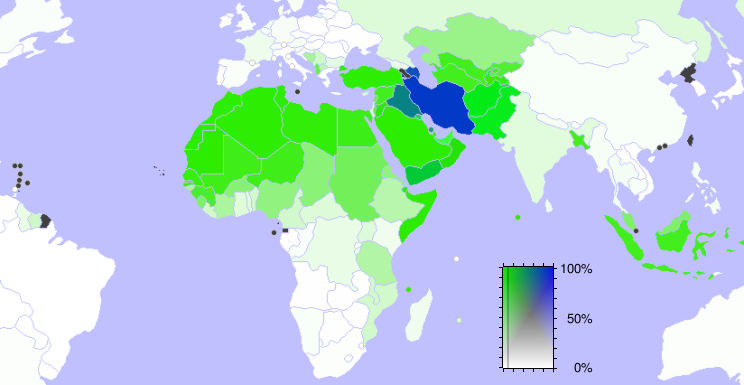
Distribuição do Islão por país. Verde representa os países de maioria sunita e o azul representa os países com maioria xiita.

Esta é uma lista do número estimado de muçulmanos por país.
Nota importante: A contagem de população por filiação religiosa, assim como a maioria das características demográficas de uma população, são baseados na ciência estatística e está sujeito a erros e são tecnicamente referidos como estimativas. Do mesmo modo, a percentagem de população muçulmana de cada país foi baseada em pesquisas do Departamento de Estado dos Estados Unidos do Relatório de Liberdade Internacional, O CIA World Factbook. É importante observar que a maioria dos números destas publicações não têm boa fonte. Em caso de conflito de estimativas, a média das estimativas mais baixas e mais altas foi calculada. A população total de cada país foram extraídas de estimativas do website census.gov em 2007.

## Por país
| Região           | País ou Território                        | População (2007)  | % de Muçulmanos                                  | Muçulmanos total          |
| ---------------- | ----------------------------------------- | ----------------- | ------------------------------------------------ | ------------------------- |
| Oriente Médio    | Afeganistão                               | 31.889.923        | 100%                                             | 31.571.023                |
| Sul Europeu      | Albânia                                   | 3844841           | 70%                                              |                           |
| Norte da África  | Argélia                                   | 33.333.216        | 99%                                              | 32.999.884                |
| África Austral   | Angola                                    | 12263596          | 0.70%                                            | 85.845                    |
| Oriente Médio    | Arábia Saudita                            | 27601038          | 89% (overall) - 100% (apenas cidadãos nacionais) | 24.564.924 - 22.024.962   |
| América do Sul   | Argentina                                 | 40301927          | 1.5%                                             | 604.529                   |
| Cáucaso          | Armênia                                   | 2971650           | n/a                                              | n/a                       |
| Oceania          | Austrália                                 | 20434176          | 1.7%                                             | 347.381                   |
| Europa Central   | Áustria                                   | 8199783           | 4.2%                                             | 344.391                   |
| Cáucaso          | Azerbaijão                                | 8120247           | 93.4%-96%                                        | 7.584;311 - 7.795.437     |
| Oriente Médio    | Bahrein                                   | 708573            | 81.2% (overal)-98% (cidadãos nacionais)          | 575361 - 463996           |
| Sul da Ásia      | Bangladesh                                | 150448339         | 88.3% - 89.7%                                    | 132.446.365 - 134.952.160 |
| Europa Oriental  | Bielorrússia                              | 9724723           | 0.1%                                             | 9724                      |
| Europa Ocidental | Bélgica                                   | 10392226          | 4%                                               | 415.689                   |
| América Central  | Belize                                    | 294385            | 0.58%                                            | 1707                      |
| África Oriental  | Benin                                     | 8078314           | 20%-24.4%                                        | 1.615.663 - 1.971.109     |
| Sul da Ásia      | Butão                                     | 2327849           | 0.5%                                             | 11639                     |
| América do Sul   | Bolívia                                   | 9119152           | 0.01%                                            | 912                       |
| Balcãs           | Bósnia e Herzegovina (detalhes)           | 4552198           | 40%                                              | 1.820.879                 |
| África Austral   | Botsuana                                  | 1815508           | 0.2%                                             | 3631                      |
| América do Sul   | Brasil (detalhes)                         | 190010647         | 0.016%                                           | 30402                     |
| Sudeste da Ásia  | Brunei                                    | 374577            | 64%                                              | 239729                    |
| Balcãs           | Bulgária (detalhes)                       | 7322858           | 12.2%                                            | 893389                    |
| África Oriental  | Burkina Faso (detalhes)                   | 14326203          | 50%-55%                                          | 7163102 - 7879412         |
| África Central   | Burundi (detalhes)                        | 8390505           | 10%                                              | 839051                    |
| Sudeste da Ásia  | Camboja (detalhes)                        | 13995904          | 3.5%                                             | 489857                    |
| África Oriental  | Camarões (detalhes)                       | 18060382          | 20% - 22%                                        | 3612076 - 3973284         |
| América do Norte | Canadá (detalhes)                         | 33390141          | 2%                                               | 667803                    |
| Oriente Médio    | Catar (detalhes)                          | 907229            | 77.5%                                            | 703102                    |
| África Central   | Chade (detalhes)                          | 9885661           | 51%                                              | 5041678                   |
| América do Sul   | Chile (detalhes)                          | 16284741          | 0.02%                                            | 3257                      |
| Ásia Oriental    | China (detalhes)                          | 1321851888        | 1.5%                                             | 19827778                  |
| Oriente Médio    | Cisjordânia (detalhes)                    | 4018332           | 83.74%                                           | 3365079                   |
| América do Sul   | Colômbia (detalhes)                       | 44379598          | 0.024%                                           | 10651                     |
| África Oriental  | Comores (detalhes)                        | 711417            | 98%                                              | 657822                    |
| África Central   | República do Congo (detalhes)             | 3800610           | 2%                                               | 76012                     |
| África Central   | República Democrática do Congo (detalhes) | 65751512          | 5% - 10%                                         | 3287576 - 6575151         |
| Ásia Oriental    | Coreia do Norte (detalhes)                | 23301725          | n/a                                              | n/a                       |
| Ásia Oriental    | Coreia do Sul (detalhes)                  | 49044790          | 0.071%                                           | 35000                     |
| América Central  | Costa Rica (detalhes)                     | 4133884           | 0.1%                                             | 4134                      |
| África Oriental  | Costa do Marfim (detalhes)                | 18013409          | 35% - 40%                                        | 6304693 - 7205364         |
| Balcãs           | Croácia (detalhes)                        | 4493312           | 1.3%                                             | 58413                     |
| América do Norte | Cuba (detalhes)                           | 11394043          | 0.008%                                           | 912                       |
| Oriente Médio    | Chipre (detalhes)                         | 788457            | 18%                                              | 141922                    |
| Europa Central   | República Checa (detalhes)                | 10228744          | 0.1%                                             | 10229                     |
| Europa Ocidental | Dinamarca (detalhes)                      | 5468120           | 2% - 3.7%                                        | 109362 - 202320           |
| África Oriental  | Djibuti (detalhes)                        | 496374            | 94% - 99%                                        | 466592 - 491410           |
| América Central  | República Dominicana (detalhes)           | 9365818           | 0.02%                                            | 1873                      |
| Sudeste da Ásia  | Timor-Leste (detalhes)                    | 1084971           | 1%                                               | 10850                     |
| América do Sul   | Equador (detalhes)                        | 13755680          | 0.002%                                           | 275                       |
| Oriente Médio    | Egito (detalhes)                          | 80335036          | 90% - 94%                                        | 72.301.532 - 75.514.933   |
| América Central  | El Salvador (detalhes)                    | 6948073           | 0.03%                                            | 2084                      |
| Oriente Médio    | Emirados Árabes Unidos (detalhes)         | 4444011           | 61.75% - 76%                                     | 2744177 - 3377448         |
| África Oriental  | Eritreia (detalhes)                       | 4906585           | 48% - 60%                                        | 2189567 - 2943951         |
| Europa Central   | Eslováquia (detalhes)                     | 5447502           | 0.0056% - 0.056%                                 | 305 - 3051                |
| Europa Central   | Eslovênia (detalhes)                      | 2009245           | 2.4%                                             | 48222                     |
| América do Norte | Estados Unidos (detalhes)                 | 301139947         | 1%                                               | 3011399                   |
| Europa Oriental  | Estônia (detalhes)                        | 1315912           | 0.4%                                             | 5264                      |
| África Oriental  | Etiópia (detalhes)                        | 76511887          | 32.8% - 45%                                      | 25095899 - 34430349       |
| Oceania          | Fiji (detalhes)                           | 918675            | 7%                                               | 64307                     |
| Europa Ocidental | Finlândia (detalhes)                      | 5238460           | 0.40%                                            | 20654                     |
| Europa Ocidental | França (detalhes)                         | 63718187          | 6.9% - 10%                                       | 4396555 - 6371819         |
| África Oriental  | Gabão (detalhes)                          | 1454867           | 1%                                               | 14549                     |
| África Oriental  | Gâmbia (detalhes)                         | 1688359           | 90% - 95%                                        | 1519523 - 1603941         |
| Cáucaso          | Geórgia (detalhes)                        | 4646003           | 9.9%                                             | 459954                    |
| Europa Ocidental | Alemanha (detalhes)                       | 82400996          | 5% [ligação inativa]                             | 4300000                   |
| África Oriental  | Gana (detalhes)                           | 22931299          | 15.6%                                            | 3577283                   |
| Balcãs           | Grécia (detalhes)                         | 10706290          | 1.3%                                             | 139182                    |
| america do sul   | Granada (detalhes)                        | 89971             | 0.3%                                             | 270                       |
| América Central  | Guatemala (detalhes)                      | 12728111          | 0.008%                                           | 1018                      |
| África Oriental  | Guiné (detalhes)                          | 9947814           | 85%                                              | 8455642                   |
| África Oriental  | Guiné-Bissau (detalhes)                   | 1472780           | 45%                                              | 662751                    |
| América do Sul   | Guiana (detalhes)                         | 769095            | 7.2%                                             | 55375                     |
| Balcãs           | Haiti (detalhes)                          | 8706497           | 0.02%                                            | 1741                      |
| América Central  | Honduras (detalhes)                       | 7483763           | 0.04%                                            | 2994                      |
| Europa Central   | Hungria (detalhes)                        | 9956108           | 0.1%                                             | 9956                      |
| Oriente Médio    | Iémen (detalhes)                          | 22230531          | 99%                                              | 22008225                  |
| Europa Ocidental | Islândia (detalhes)                       | 301931            | 0.1%                                             | 302                       |
| Sul da Ásia      | Índia (detalhes)                          | 1129866154        | 12% - 13.4%                                      | 135583938 - 151402065     |
| Sudeste da Ásia  | Indonésia (detalhes)                      | 234693997         | 85.2% - 88.20%                                   | 199959285 - 207000105     |
| Oriente Médio    | Irã (detalhes)                            | 75149669          | 99.9%                                            | 75.050.000                |
| Oriente Médio    | Iraque (detalhes)                         | 27499638          | 97%                                              | 26674649                  |
| Europa Ocidental | Irlanda (detalhes)                        | 4109086           | 0.49%                                            | 20135                     |
| Oriente Médio    | Israel (detalhes)                         | 6426679           | 12% - 16%                                        | 771201 - 1028269          |
| Europa Ocidental | Itália (detalhes)                         | 58147733          | 1.9-2%                                           | 814068-1400000            |
| Caribe           | Jamaica (detalhes)                        | 2780132           | 0.2%                                             | 5560                      |
| Ásia Oriental    | Japão (detalhes)                          | 127433494         | 0.095%                                           | 121062                    |
| Oriente Médio    | Jordânia (detalhes)                       | 6053193           | 95%                                              | 5750533                   |
| Ásia Central     | Cazaquistão (detalhes)                    | 15284929          | 47%                                              | 7183917                   |
| África Oriental  | Quênia (detalhes)                         | 36913721          | 10%                                              | 3691372                   |
| Oriente Médio    | Kuwait (detalhes)                         | 2505559           | 67.5% - 80%                                      | 16912525 - 2004447        |
| Ásia Central     | Quirguistão (detalhes)                    | 5284149           | 75% - 80%                                        | 3963112 - 4227319         |
| Sudeste da Ásia  | Laos (detalhes)                           | 6521998           | 0.0065%                                          | 424                       |
| Europa Oriental  | Letônia (detalhes)                        | 2259810           | 0.017%                                           | 384                       |
| Oriente Médio    | Líbano (detalhes)                         | 3826018           | 56%-60%                                          | 2142570-2295610           |
| África Austral   | Lesoto (detalhes)                         | 2125262           | >1% (approx)                                     | 21256                     |
| África Oriental  | Libéria (detalhes)                        | 3195931           | 20%                                              | 639186                    |
| Norte da África  | Líbia (detalhes)                          | 6036914           | 97%                                              | 5855807                   |
| Europa Oriental  | Lituânia (detalhes)                       | 3575439           | 0.075%                                           | 2682                      |
| Europa Ocidental | Luxemburgo (detalhes)                     | 480222            | 2%                                               | 9604                      |
| Balcãs           | Macedônia (detalhes)                      | 2055915           | 32%                                              | 657893                    |
| África Austral   | Madagascar (detalhes)                     | 19448815          | 7%                                               | 1361417                   |
| África Austral   | Maláui (detalhes)                         | 13603181          | 12.8% - 20%                                      | 1741207 - 2720636         |
| Sudeste da Ásia  | Malásia (detalhes)                        | 24821286          | 60.4%                                            | 14992057                  |
| Sul da Ásia      | Maldivas (detalhes)                       | 369031            | 99.41%                                           | 366853                    |
| África Oriental  | Mali (detalhes)                           | 11995402          | 90%                                              | 10795862                  |
| Norte da África  | Mauritânia (detalhes)                     | 3270065           | 99.9%                                            | 3266795                   |
| África Austral   | Maurício (detalhes)                       | 1250882           | 17%                                              | 212650                    |
| América do Norte | México (detalhes)                         | 108700891         | 0.26%                                            | 282622                    |
| Europa Oriental  | Moldávia (detalhes)                       | 4328816           | 0.07%                                            | 3030                      |
| Ásia Central     | Mongólia (detalhes)                       | 2951786           | 4% - 6%                                          | 118071 - 177107           |
| Balcãs           | Montenegro (detalhes)                     | 684736            | 18% - 21%                                        | 123252 - 143795           |
| Norte da África  | Marrocos (detalhes)                       | 33757175          | 98.7% - 99.9%                                    | 33318332 - 33723418       |
| África Austral   | Moçambique (detalhes)                     | 20905585          | 20%                                              | 4181117                   |
| Sudeste da Ásia  | Myanmar (detalhes)                        | 47373958          | 4%                                               | 1894958                   |
| África Austral   | Namíbia (detalhes)                        | 2055080           | 1 %                                              | 20055                     |
| Sul da Ásia      | Nepal (detials)                           | 28901790          | 4%                                               | 1156072                   |
| Europa Ocidental | Países Baixos (detalhes)                  | 16570613          | 5.5% - 6%                                        | 911384 - 994237           |
| Oceania          | Nova Caledônia (detalhes)                 | 221943            | 4%                                               | 8878                      |
| Oceania          | Nova Zelândia (detalhes)                  | 4115771           | 0.58%                                            | 23871                     |
| América Central  | Nicarágua (detalhes)                      | 5675356           | 0.008%                                           | 454                       |
| África Oriental  | Níger (detalhes)                          | 12894865          | 80% - 95%                                        | 10315892 - 12250122       |
| África Oriental  | Nigéria (detalhes)                        | 135031164         | 50%                                              | 67515582                  |
| Europa Ocidental | Noruega (detalhes)                        | 4627926           | 1.8%                                             | 83303                     |
| Oriente Médio    | Omã (detalhes)                            | 3204897           | 92.66%                                           | 2969658                   |
| Oriente médio    | Paquistão (detalhes)                      | 164741924         | 96% - 97%                                        | 158152247 - 159799666     |
| América Central  | Panamá (detalhes)                         | 3242173           | 0.3%                                             | 9727                      |
| Oceania          | Papua-Nova Guiné (detalhes)               | 5795887           | 0.035%                                           | 2029                      |
| América do Sul   | Paraguai (detalhes)                       | 6669086           | 0.008%                                           | 534                       |
| América do Sul   | Peru (detalhes)                           | 28674757          | 0.003%                                           | 860                       |
| Sudeste da Ásia  | Filipinas (detalhes)                      | 91077287          | 5%                                               | 4553864                   |
| Europa Central   | Polônia (detalhes)                        | 38518241          | 0.01%                                            | 3852                      |
| Europa Ocidental | Portugal (detalhes)                       | 10642836          | 0.33%                                            | 35121                     |
| Balcãs           | Romênia (detalhes)                        | 22276056          | 0.2%                                             | 44552                     |
| Europa Oriental  | Rússia (detalhes)                         | 141377752         | 10% - 14%                                        | 14137775 - 19792885       |
| África Oriental  | Ruanda (detalhes)                         | 9907509           | 4.6%                                             | 455745                    |
| Norte da África  | Saara Ocidental (detalhes)                | 382617            | 99.8%                                            | 381852                    |
| África Oriental  | Senegal (detalhes)                        | 12521851          | 94% - 95%                                        | 11770540 - 11895758       |
| Balcãs           | Sérvia (detalhes)                         | 10150265          | 3.2%                                             | 324808                    |
| África Oriental  | Seicheles (detalhes)                      | 81895             | 0.21%                                            | 172                       |
| África Oriental  | Serra Leoa (detalhes)                     | 6144562           | 60%                                              | 3686737                   |
| Sudeste da Ásia  | Singapura (detalhes)                      | 4553009           | 15%                                              | 682951                    |
| Oceania          | Ilhas Salomão (detalhes)                  | 566842            | 0.04%                                            | >200                      |
| África Oriental  | Somália (detalhes)                        | 9118773           | 99.9%                                            | 9109654                   |
| Sul da Ásia      | Sri Lanka (detalhes)                      | 20926315          | 7%                                               | 1464842                   |
| Norte da África  | Sudão (detalhes)                          | 39379358          | 70%                                              | 27565551                  |
| América do Sul   | Suriname (detalhes)                       | 470784            | 13.5% - 19.6%                                    | 63556 - 92274             |
| África Austral   | Suazilândia (detalhes)                    | 1133066           | 1% - 10%                                         | 11331 - 113307            |
| Europa Ocidental | Suécia (detalhes)                         | 9031088           | 3%                                               | 270933                    |
| Europa Ocidental | Suíça (detalhes)                          | 7554661           | 4.3%                                             | 324850                    |
| Oriente Médio    | Síria (detalhes)                          | 19314747          | 90%                                              | 17383272                  |
| Ásia Oriental    | Taiwan (detalhes)                         | 22858872          | 0.3%                                             | 45717                     |
| Ásia Central     | Tajiquistão (detalhes)                    | 7076598           | 90%                                              | 6368938                   |
| África Oriental  | Tanzânia (detalhes)                       | 39384223          | 35% - 40%                                        | 13784478 - 15753689       |
| Sudeste da Ásia  | Tailândia (detalhes)                      | 65068149          | 4.6%                                             | 2993135                   |
| África Oriental  | Togo (detalhes)                           | 5701579           | 13.7% - 20%                                      | 781116 - 1140316          |
| América Central  | Trinidad e Tobago (detalhes)              | 1056608           | 5.8%                                             | 61283                     |
| Norte da África  | Tunísia (detalhes)                        | 10276158          | 98%                                              | 10070635                  |
| Oriente Médio    | Turquia (detalhes)                        | 71158647          | 99% - 94%                                        | 66889128 - 70047060       |
| Ásia Central     | Turcomenistão (detalhes)                  | 5097028           | 89%                                              | 4536355                   |
| África Oriental  | Uganda (detalhes)                         | 30262610          | 12.1%                                            | 3661775                   |
| Europa Oriental  | Ucrânia (detalhes)                        | 46299862          | 1.7%                                             | 787098                    |
| Europa Ocidental | Reino Unido (detalhes)                    | 60776238          | 2.7%                                             | 1640958                   |
| América Latina   | Puerto Rico (detalhes)                    | 3944259           | 0.13%                                            | 5128                      |
| América do Sul   | Uruguai (detalhes)                        | 3460607           | 0.01%                                            | 346                       |
| Ásia Central     | Uzbequistão (detalhes)                    | 27780059          | 88%                                              | 24446452                  |
| Oceania          | Vanuatu (detalhes)                        | 208900            | 0.1%                                             | 209                       |
| América do Sul   | Venezuela (detalhes)                      | 26023528          | 0.35%                                            | 91082                     |
| Sudeste da Ásia  | Vietnã (detalhes)                         | 85262356          | 0.079%                                           | 67357                     |
| África Austral   | Zâmbia (detalhes)                         | 11477447          | menos de 1%                                      | 114774                    |
| África Austral   | Zimbábue                                  | 12311143          | menos de 1%                                      | 123111                    |
| Total            | Total                                     | 6.671.226.000 (*) | 21.731% - 22.694%                                | 1449765439 - 1513955647   |